# Charles Torossian
Charles Torossian est un mathématicien et haut-fonctionnaire français.
Inspecteur général, il est le directeur de l'Institut des hautes études de l'éducation et de la formation (IH2EF) ; parallèlement, il poursuit son travail de conseiller spécial auprès de la direction générale de l'enseignement scolaire (DGESCO).

## Biographie
Ancien étudiant de l'École normale supérieure (promotion 1984), Charles Torossian soutient en 1991 une thèse sous la direction de Michel Duflo intitulée Opérateurs différentiels invariants sur les espaces symétriques.
Aussitôt recruté au CNRS, il travaille à l'université de Nancy avant de rejoindre l'université Denis-Diderot où il devient spécialiste de l'analyse sur les groupes de Lie. Il introduit notamment en France l'utilisation des opérateurs de Dunkl. Après une réorientation thématique, il collabore avec Anton Alekseev, collaboration où apparaît un objet mathématique désormais appelé associateur d'Alekseev-Torossian. Il soutient son habilitation à diriger les recherches en 2001.
En 2009, il est nommé inspecteur général de l'éducation nationale. Il s'investit alors pleinement dans ses missions au sein de l'éducation nationale : par exemple, comme président du jury de l'agrégation externe de mathématiques de 2012 à 2015 ou comme concepteur des stages MathC2+, activités périscolaires destinées à raffermir la motivation des élèves pour les mathématiques. Il assume également le développement des programmes de licence en Chine (IFC).
Le 23 octobre 2017, le ministre l'invite à piloter, conjointement avec Cédric Villani, la mission sur l'enseignement des mathématiques. Le rapport de cette mission, intitulé 21 mesures pour l'enseignement des mathématiques ou encore « rapport Torossian-Villani », a été remis au ministre Jean-Michel Blanquer le 12 février 2018. Afin de superviser l'application de ce plan de réformes, notamment la création de laboratoires de mathématiques dans les établissements scolaires, il est promu conseiller spécial auprès de la direction générale de l'enseignement scolaire (DGESCO).
Le 4 novembre 2019, il est nommé directeur de l'Institut des hautes études de l'éducation et de la formation (IH2EF). À ce titre, il préside notamment son conseil scientifique.

## Sélection de publications
- Déformation, Quantification, Théorie de Lie, A. Cattaneo, B. Keller, C. Torossian, A. Bruguières, Panoramas et Synthèses 20 (2005)  (ISBN 2-85629-183-X)
- The Kashiwara-Vergne Conjecture and Drinfeld's associators, A. Alekseev, C. Torossian, Annals of Mathematics 175 415–463 (2012)
- Logarithms and Deformation Quantization, A. Alekseev, C.A. Rossi, C. Torossian, T. Willwacher, Inventiones Mathematicae 206(1) 1-26 (2016)

## Distinctions
Commandeur de l'ordre des Palmes académiques, 2022

 Chevalier de l'ordre national du Mérite, 2019